# Navarredonda de la Rinconada
Navarredonda de la Rinconada ist ein westspanischer Ort und eine Gemeinde (municipio) mit 151 Einwohnern (Stand: 2024) in der Provinz Salamanca in der Autonomen Gemeinschaft Kastilien-León. 

## Lage und Klima
Navarredonda de la Rinconada liegt etwa 62 Kilometer südwestlich von Salamanca in einer Höhe von gut 1025 m. 
Das Klima ist gemäßigt bis warm; Regen (ca. 696 mm/Jahr) fällt hauptsächlich im Winterhalbjahr.

## Bevölkerungsentwicklung
| Jahr      | 1970 | 1981 | 1991 | 2001 | 2011 | 2021 |
| Einwohner | 592  | 505  | 321  | 276  | 210  | 165  |

Der Bevölkerungsrückgang seit den 1950er Jahren ist im Wesentlichen auf die Mechanisierung der Landwirtschaft, die Aufgabe von bäuerlichen Kleinbetrieben und den damit einhergehenden Verlust an Arbeitsplätzen zurückzuführen.

## Sehenswürdigkeiten

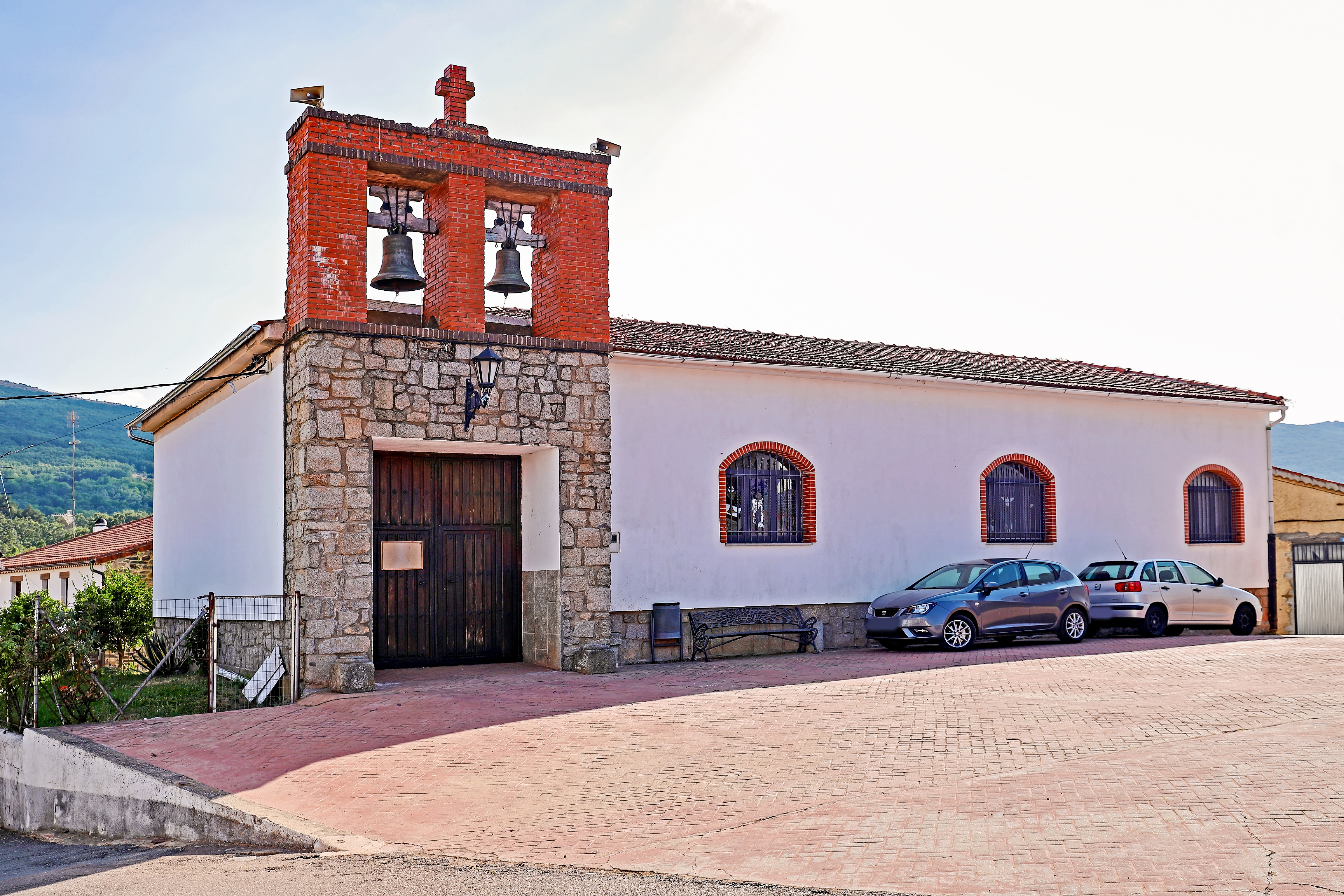
Kirche
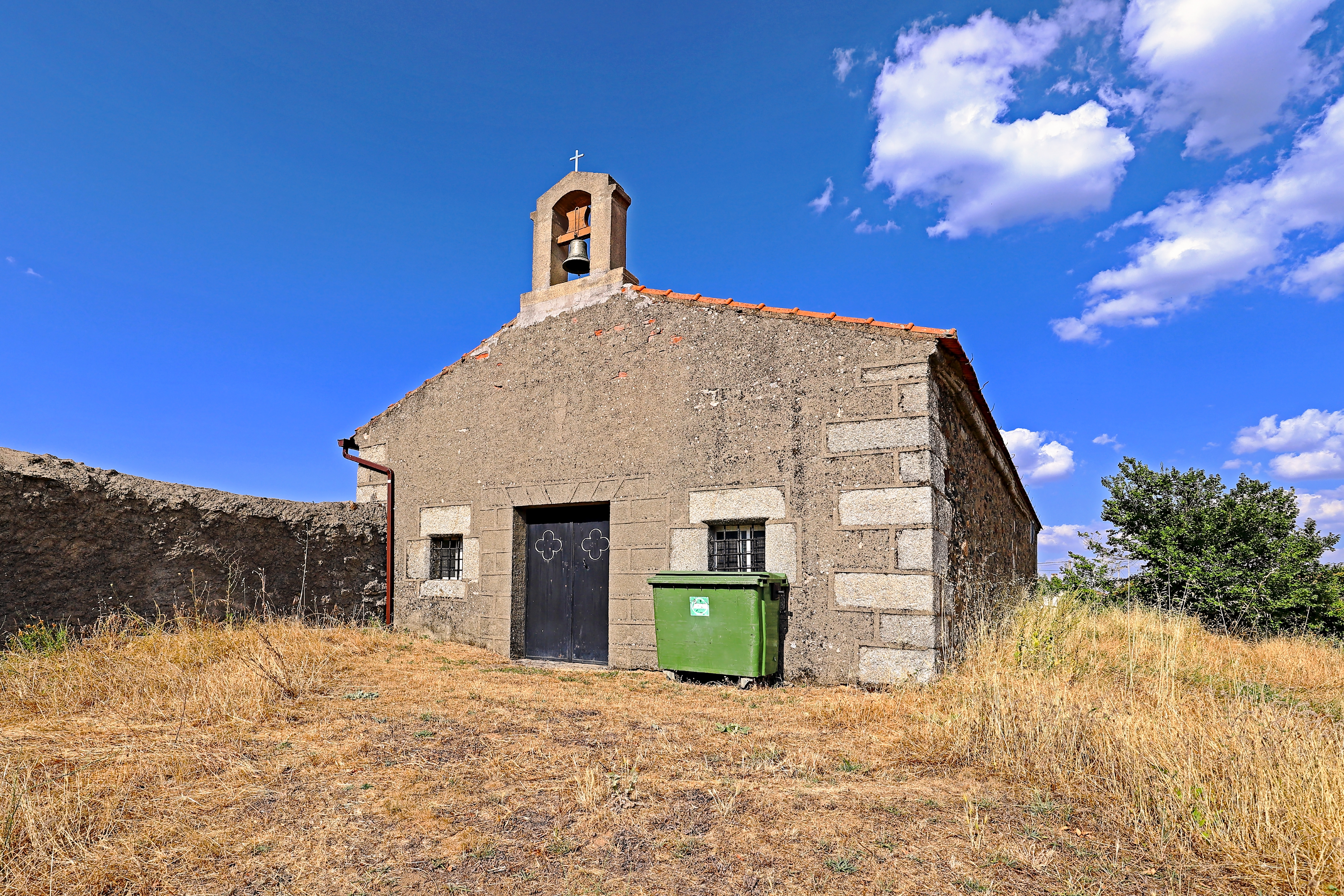
Christuskapelle
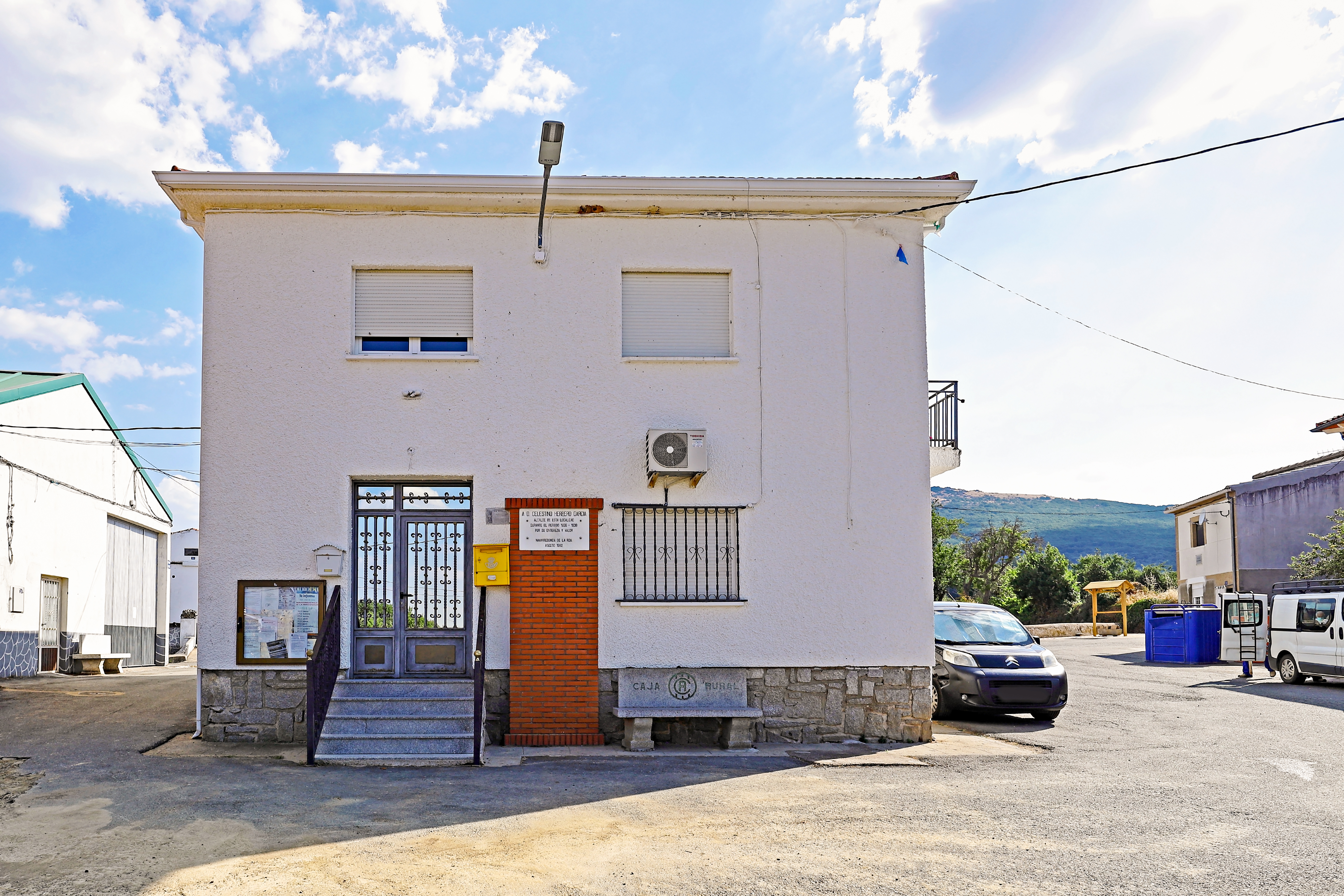
Rathaus

- Kirche
- Christuskapelle
- Rathaus